# Reidite
Reidite é um mineral muito raro, criado quando a zirconita sofre altas pressões e temperaturas. Está comumente associado com impactos de meteoritos.
Na Terra, o Reidite foi encontrado em apenas seis crateras de impacto: a Cratera de Chesapeake Bay na Virgínia; Cratera Ries na Alemanha; Cratera Xiuyan na China; Cratera Woodleigh na Austrália Ocidental; Cratera Rock Elm no Wisconsin; e Cratera Dhala na Índia.
Em 2015, uma ocorrência do reidite foi reportada na estrutura Pré-Cambriana Stac Fada Member no noroeste escocês, confirmando sua origem de impacto.

## Origem do nome
O Reidite foi nomeado em homenagem ao cientista que primeiro criou a fase de alta pressão no laboratório em 1969, Alan F. Reid.

## Formação
A Zirconita transforma-se em reidite quando ondas de choque de impactos de meteorito elevam as pressões e temperaturas para níveis extremos, iguais àqueles no interior da Terra, onde diamantes se formam. Requer derretimento >2.370 graus Celsius, que é o mais quente registrado na superfície da Terra. A pressão faz com que os minerais rearranjem firmemente suas moléculas em estruturas cristalinas mais densas. O Reidite possui a mesma composição que a zirconita comum, mas é cerca de 10 porcento mais denso.

## Minerais de sílica relacionados
| 9.AD.25 | Uvarovita       | Ca3Cr2(SiO4)3                       |
| 9.AD.25 | Wadalita        | (Ca,Mg)6(Al,Fe3+)4((Si,Al)O4)3O4Cl3 |
| 9.AD.25 | Holtstamita     | Ca3(Al,Mn3+)2(SiO4)2(OH)4           |
| 9.AD.25 | Kerimasita      | Ca3Zr2(SiO4)(Fe3+O4)2               |
| 9.AD.25 | Toturita        | Ca3Sn2(SiO4)(Fe3+O4)2               |
| 9.AD.25 | Momoiita        | (Mn2+,Ca)3V23+(SiO4)3               |
| 9.AD.25 | Eltyubyuita     | Ca12Fe103+Si4O32Cl6                 |
| 9.AD.25 | Hutcheonita     | Ca3Ti2(SiAl2)O12                    |
| 9.AD.30 | Coffinita       | (U4+,Th)(SiO4)1-x(OH)4x             |
| 9.AD.30 | Hafnonita       | HfSiO4                              |
| 9.AD.30 | Torita          | (Th,U)SiO4                          |
| 9.AD.30 | Zirconita       | ZrSiO4                              |
| 9.AD.30 | Stetindita      | Ce4+SiO4                            |
| 9.AD.35 | Huttonita       | ThSiO4                              |
| 9.AD.35 | Tombarthita-(Y) | Y4(Si,H4)4O12−x(OH)4+2x             |
| 9.AD.40 | Eulytina        | Bi4(SiO4)3                          |